# Coïtale uitlijntechniek
Coïtale uitlijntechniek (of uit het Engels Coital alignment technique of CAT) is een sekspositie die sterk lijkt op de missionarishouding en is ontworpen om clitorisstimulatie tijdens geslachtsgemeenschap (coïtus) te maximaliseren. Dit wordt bereikt door de missionarishouding te combineren met afwisselend druk- en tegendrukbewegingen die door elke partner worden uitgevoerd in ritme met coïtus.

## Techniek

Coïtale uitlijntechniek

Wanneer gebruikt als een variant van de missionaire positie, ligt de man bovenop de vrouw, maar beweegt hij langs het lichaam van de vrouw naar boven (ten opzichte van haar lichaam), totdat zijn erectie, die anders "naar boven" zou wijzen, naar "beneden" wijst. De dorsale zijde van de penis drukt nu op tegen de clitoris en in tegenstelling tot bij de missionarishouding, beweegt het lichaam van de man naar beneden (ten opzichte van dat van de vrouw) wanneer de penis naar binnen gaat en omhoog wanneer de penis de vagina verlaat. De vrouw kan eventueel ook haar benen om de zijne slaan. De seksuele beweging is gericht op het bekken, zonder hefboomwerking van de armen of benen. De schommelende opwaartse slag (waarbij de vrouw leidt) en de neerwaartse slag (waarbij de man leidt) van de seksuele beweging bouwt opwinding op bij beide partners en laat ze op natuurlijke wijze pieken. De variant waarbij de vrouw bovenop ligt, staat bekend als de omgekeerde coïtale uitlijntechniek.

## Geschiedenis van studies
De techniek voor coïtale uitlijning werd voor het eerst gedefinieerd door de Amerikaanse psychotherapeut Edward Eichel en de originele studie werd in 1988 gepubliceerd door Eichel, De Simone Eichel en Kule in de Journal of Sex & Marital Therapy . Sindsdien is het onderwerp meerdere keren in hetzelfde tijdschrift bestudeerd.